# Yo me adapto
Yo me adapto es un cortometraje del año 2000, dirigido por los hermanos argentinos Lublinsky, Diego y Guido. Protagonizado por artistas famosos como Álex Angulo y Paco Marín.

## Sinopsis
Cuenta la historia de un hombre que al llegar a la puerta de su casa, escucha ruidos extraños y tras entrar con total cuidado, se encuentra a su mujer y al vecino en el sofá del salón haciendo el amor. Como es de esperar, el hombre coge un cabreo monumental y arremete contra ambos, llegando a llamar al vecino "come mierda".
Su mujer para excusarse, decide regañar al marido diciéndole que el insulto ha sido muy grave y que el vecino tiene depresiones, por lo que se siente mal y sale a pedirle disculpas. El hombre además de bueno, es tonto, por lo que surge su frase "yo me adapto".
Finalmente decidirá dejar su amplio piso al vecino para que cambie de aires, para mudarse junto a su mujer al estudio de este, cuyas ventanas dan a una pared de ladrillo. Su esposa protesta porque no quiere vivir en ese estudio y se quedará a acompañar al vecino en su propio piso, situación que aprovechará para seguir manteniendo relaciones a espaldas de su marido, alguien tan cegado por su buena voluntad que no se dará cuenta de lo que ocurre a su alrededor.

## Reparto
- Álex Angulo, como marido cornudo.
- Mónica Ballesteros, como mujer infiel.
- Paco Marín, como vecino.
- Álex Ongaro

## Premios

### 2001
- 1ª Semana de cine Iberoamericano - Premio del público al mejor cortometraje[3]

### 2000
- Festival de Cine de Humor de Navalcarnero - Tercer premio